# (467027) 2016 CZ188
(467027) 2016 CZ188 es un asteroide perteneciente al cinturón de asteroides, descubierto el 28 de diciembre de 2005 por el equipo Spacewatch desde el Observatorio Nacional de Kitt Peak (Arizona, Estados Unidos).